# دوري البطولة الإنجليزية 1982
دوري البطولة الإنجليزية 1982 (بالفنلندية: Jalkapallon Mestaruussarjan kausi 1982) هو الموسم 73 من دوري البطولة الإنجليزية ‏. أشرف على تنظيمه اتحاد فنلندا لكرة القدم، وكان عدد الأندية المشاركة فيه 12، وفاز فيه نادي كوسيسي.